# Lièpvre
Lièpvre település Franciaországban, Haut-Rhin megyében. Lakosainak száma 1647 fő (2022. január 1.). Lièpvre Ribeauvillé, Saint-Hippolyte, Sainte-Croix-aux-Mines, Rombach-le-Franc, Kintzheim, Orschwiller, La Vancelle és Rodern községekkel határos.

## Népesség
A település népességének változása:
| Lakosok száma | 1724 | 1751 | 1765 | 1724 | 1704 | 1684 | 1664 | 1653 | 1647 |
|               | 2013 | 2015 | 2016 | 2017 | 2018 | 2019 | 2020 | 2021 | 2022 |